# Кашьяпия
Кашьяпия (санскр. काश्यपीय, IAST: Kāśyapīya, в будд. традиции — «школа последователей Кашьяпы»), или Суваршака — школа раннего буддизма ветви Стхавиравада.

## История
Школа Кашьяпия была образована ок. 240 года до н. э. брахманами Кашьяпой и Суваршей (отсюда её второе название), миссионерами царя Ашоки. Кашьяпия получила распространение на северо-западе Индии, где кашьяпии в районе Сиркапа и Таксилы начали в I веке основывать монастыри. Во II веке они основали монастыри около Пурушапура, а в IV веке появились в Белуджистане. На I—IV века приходится расцвет школы. В VII веке путешественники Сюаньцзан и Ицзин встречали последователей школы Кашьяпия в Уддияне и Хотане, после чего школа прекратила своё существование.
К этой школе относят вариант Дхаммапады на гандхари, написанный шрифтом кхароштхи.
Сакральным цветом школы Кашьяпия считался красно-чёрный, а символом — цветок магнолии. Канон текстов был близок канону школы Дхармагуптака, чьи последователи основывали свои монастыри примерно в тех же местах.

## Доктрина
Школа Кашьяпия признавала только кармические действия настоящего, которые и создают основу для будущей кармы. Кашьяпия известна своими дискуссиями со школой Сарвастивада, которая утверждала, что не только прошлое, но и будущее имеет действительное существование, притом не меньшее, чем настоящее. Кашьяпия попыталась найти «выход из кризиса», утверждая, что прошлое действие существует, только пока его плоды находятся в процессе «вызревания» (vipāka) — как только они «вызреют», действие становится несуществующим. Она объясняла это простым примером: «Зерно существует до тех пор, пока не появится побег, после чего зерно прекращает существование».